# Ctenomys tulduco
Туко-туко Сьєрра-дель-Тонталь (Ctenomys tulduco) — вид гризунів родини тукотукових, який відомий тільки по проживанню поблизу Сьєрра-дель-Тонталь, провінція Сан-Хуан, Аргентина.

## Загрози та охорона
Не відомо, щоб для збереження виду проводились якісь заходи. 